# Houdelaincourt
Houdelaincourt är en kommun i departementet Meuse i regionen Grand Est (tidigare regionen Lorraine) i nordöstra Frankrike. Kommunen ligger i kantonen Gondrecourt-le-Château som tillhör arrondissementet Commercy. År 2022 hade Houdelaincourt 277 invånare.

## Befolkningsutveckling
Antalet invånare i kommunen Houdelaincourt
| Referens: INSEE |